# Luge nos Jogos Olímpicos de Inverno de 2014 - Individual feminino

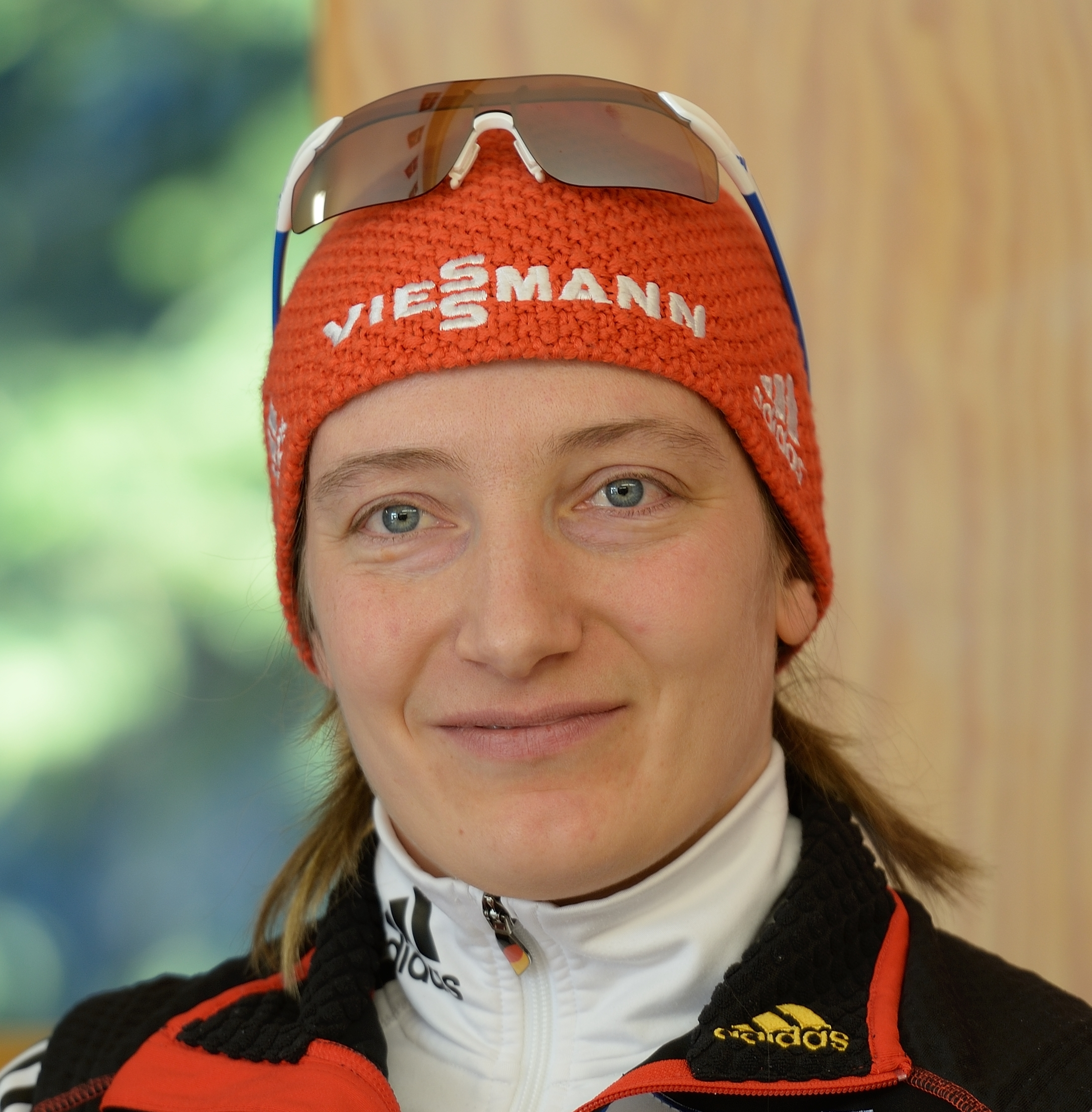
A alemã, medalha de prata, Tatjana Hüfner

As competições do individual feminino do luge nos Jogos Olímpicos de Inverno de 2014 foram disputadas no Centro de Sliding Sanki na Clareira Vermelha em Sóchi, entre os dias 10 e 11 de fevereiro.

## Medalhistas
| Ouro   | GER Natalie Geisenberger |
| Prata  | GER Tatjana Hüfner       |
| Bronze | USA Erin Hamlin          |

## Resultados
| Pos.              | Bib | Atleta                   | 1ª descida | Pos. | 2ª descida | Pos. | 3ª descida | Pos. | 4ª descida | Pos. | Total        | Diferença |
| ----------------- | --- | ------------------------ | ---------- | ---- | ---------- | ---- | ---------- | ---- | ---------- | ---- | ------------ | --------- |
| Medalha de ouro   | 2   | GER Natalie Geisenberger | 49.891     | 1    | 49.923     | 1    | 49.765     | 1    | 50.189     | 1    | 3:19.768     | –         |
| Medalha de prata  | 9   | GER Tatjana Hüfner       | 50.393     | 3    | 50.187     | 2    | 50.048     | 2    | 50.279     | 2    | 3:20.907     | +1.139    |
| Medalha de bronze | 11  | USA Erin Hamlin          | 50.356     | 2    | 50.276     | 3    | 50.165     | 3    | 50.348     | 3    | 3:21.145     | +1.377    |
| 4                 | 10  | CAN Alex Gough           | 50.464     | 5    | 50.402     | 5    | 50.286     | 4    | 50.426     | 5    | 3:21.578     | +1.810    |
| 5                 | 12  | CAN Kimberley McRae      | 50.465     | 6    | 50.454     | 6=   | 50.356     | 5    | 50.620     | 11=  | 3:21.895     | +2.127    |
| 6                 | 7   | GER Anke Wischnewski     | 50.490     | 7    | 50.476     | 9    | 50.462     | 7    | 50.532     | 7    | 3:21.960     | +2.192    |
| 7                 | 8   | RUS Natalia Khoreva      | 50.500     | 8    | 50.348     | 4    | 50.599     | 9    | 50.620     | 11=  | 3:22.067     | +2.299    |
| 8                 | 5   | SUI Martina Kocher       | 50.560     | 9    | 50.454     | 6=   | 50.593     | 8    | 50.559     | 8    | 3:22.166     | +2.398    |
| 9                 | 3   | USA Kate Hansen          | 50.794     | 10   | 50.581     | 11   | 50.793     | 13   | 50.499     | 6    | 3:22.667     | +2.889    |
| 10                | 1   | RUS Ekaterina Baturina   | 51.263     | 21   | 50.457     | 8    | 50.629     | 10   | 50.382     | 4    | 3:22.731     | +2.963    |
| 11                | 21  | LAT Elīza Tīruma         | 50.926     | 11   | 50.651     | 12   | 50.758     | 12   | 50.736     | 13   | 3:23.071     | +3.303    |
| 12                | 22  | CAN Arianne Jones        | 50.993     | 13   | 50.837     | 15   | 50.745     | 11   | 50.608     | 10   | 3:23.183     | +3.415    |
| 13                | 6   | ITA Sandra Gasparini     | 51.032     | 14   | 50.803     | 14   | 50.959     | 14   | 50.962     | 15   | 3:23.756     | +3.988    |
| 14                | 25  | USA Summer Britcher      | 51.222     | 19   | 50.930     | 16   | 51.082     | 16   | 50.909     | 14   | 3:24.143     | +4.375    |
| 15                | 19  | POL Natalia Wojtuściszyn | 51.138     | 16   | 51.168     | 22   | 51.141     | 19   | 51.199     | 18   | 3:24.646     | +4.878    |
| 16                | 18  | AUT Miriam Kastlunger    | 51.622     | 24   | 50.795     | 13   | 51.139     | 18   | 51.109     | 16   | 3:24.665     | +4.897    |
| 17                | 20  | LAT Ulla Zirne           | 51.125     | 15   | 51.159     | 21   | 51.054     | 15   | 51.347     | 21   | 3:24.685     | +4.917    |
| 18                | 17  | ITA Andrea Vötter        | 50.937     | 12   | 51.592     | 27   | 51.420     | 20   | 51.290     | 20   | 3:25.239     | +5.291    |
| 19                | 13  | AUT Nina Reithmayer      | 51.225     | 20   | 51.143     | 20   | 51.614     | 22   | 51.174     | 17   | 3:25.156     | +5.388    |
| 20                | 23  | POL Ewa Kuls             | 51.362     | 22   | 51.031     | 18   | 51.424     | 21   | 51.550     | 22   | 3:25.367     | +5.599    |
| 21                | 14  | ITA Sandra Robatscher    | 51.589     | 23   | 50.981     | 17   | 51.678     | 23   | 51.258     | 19   | 3:25.506     | +5.738    |
| 22                | 24  | AUT Birgit Platzer       | 51.201     | 17   | 51.518     | 25   | 51.760     | 24   | 52.097     | 28   | 3:26.576     | +6.808    |
| 23                | 26  | CZE Vendula Kotenová     | 51.760     | 25   | 51.492     | 24   | 51.856     | 26   | 51.567     | 24   | 3:26.675     | +6.907    |
| 24                | 16  | SVK Viera Gbúrová        | 51.928     | 27   | 51.422     | 23   | 51.782     | 25   | 51.565     | 23   | 3:26.697     | +6.929    |
| 25                | 30  | UKR Olena Stetskiv       | 52.064     | 28   | 51.553     | 26   | 51.991     | 28   | 51.889     | 26   | 3:27.497     | +7.729    |
| 26                | 31  | FRA Morgane Bonnefoy     | 51.820     | 26   | 51.641     | 28   | 51.948     | 27   | 52.183     | 30   | 3:27.592     | +7.824    |
| 27                | 28  | KAZ Yelizaveta Axenova   | 52.068     | 29   | 51.836     | 30   | 52.340     | 30   | 51.841     | 25   | 3:28.085     | +8.317    |
| 28                | 27  | KOR Sung Eun-ryung       | 52.173     | 30   | 51.960     | 31   | 52.486     | 31   | 52.124     | 29   | 3:28.743     | +8.975    |
| 29                | 29  | ROU Raluca Strămăturaru  | 52.862     | 31   | 51.821     | 29   | 52.238     | 29   | 52.083     | 27   | 3:29.004     | +9.236    |
| 30                | 15  | UKR Olena Schkhumova     | 51.211     | 18   | 51.092     | 19   | 50.128     | 17   | 1:01:416   | 31   | 3:34.847     | +15.079   |
| —                 | 4   | RUS Tatiana Ivanova      | 50.457     | 4    | 50.492     | 10   | 50.450     | 6    | 50.607     | 9    | 3:22.006 DSQ | +2.238    |

Legenda
| Recorde mundial      | Recorde mundial (World record)               |                       | Recorde africano                      | Recorde africano (African) |                                           | Q | Classificado por posição (Qualified) |
| Recorde olímpico     | Recorde olímpico (Olympic record)            | Recorde da América    | Recorde da América (Americas)         | q                          | Classificado por melhor tempo (Qualified) |   |                                      |
| Melhor marca do ano  | Melhor marca do ano (World leading)          | Recorde asiático      | Recorde asiático (Asian)              | DNS                        | Não largou (Did not start)                |   |                                      |
| Recorde nacional     | Recorde nacional (National record)           | Recorde europeu       | Recorde europeu (European)            | DNF                        | Não terminou (Did not finish)             |   |                                      |
| Recorde pessoal      | Recorde pessoal do atleta (Personal best)    | Recorde da Oceania    | Recorde da Oceania (Oceania)          | DSQ / DQ                   | Desclassificado (Disqualified)            |   |                                      |
| Recorde da temporada | Recorde da temporada do atleta (Season best) | Recorde sul-americano | Recorde sul-americano (South America) | NM                         | Sem marca (No mark)                       |   |                                      |